# 弗兰卡·索萨尼
弗蘭卡·索薩尼（義大利語： / 義大利語發音：[ˈfraŋka sotˈtsaːni]，1950年1月20日—2016年12月22日）是義大利一名新聞工作者，並與1988年至2016年期間擔任義大利版《時尚》的主編一職。

## 個人簡介
弗蘭卡·索薩尼在義大利北部倫巴第大區的曼托瓦長大，隨後進入米蘭的聖心天主教大學學習日耳曼語言和文學以及哲學並於1973年畢業。 索薩尼在20歲的時候結婚，但在三個月後就選擇了離婚。
索薩尼的職業生涯始於1976年，她的首份工作是為兒童時尚雜誌《時尚兒童（Vogue Bambini）》擔任編輯助理。 1980年，她開始負責雜誌《她（Lei）》的出版發行；1982年則開始負責雜誌《為他（Per Lui）》；直至1988年開始負責義大利版《時尚》。
1990年代，索薩尼與她的長期親密合作夥伴史蒂文·梅塞爾一同開創了超級模特風潮。她也支持包括布魯斯·韋伯、彼得·林德伯格、保羅·羅維爾西和米克爾·孔泰等在內的攝影師，給於他們充分選擇模特和主題的權力並鼓勵他們嘗試拍攝自己的作品。 1994年，她被任命為康泰納仕義大利區的內容總編輯。